# Квеквескири, Владимир Сатович
Владимир Сатович Квеквескири (1890 год, село Меркула, Сухумский округ, Кутаисская губерния, Российская империя — февраль 1963 года, село Меркула, Очемчирский район, Абхазская АССР, Грузинская ССР) — звеньевой колхоза имени Берия Очемчирского района, Абхазская АССР, Грузинская ССР. Герой Социалистического Труда (1948).

## Биография
Родился в 1890 году в крестьянской семье в селе Меркула Сухумского округа.
С раннего возраста трудился в сельском хозяйстве. Во время коллективизации одним из первых вступил в сельскохозяйственную артель по совместной обработке земли. В послевоенные годы — звеньевой полеводческого звена колхоза имени Берия (с 1950-х годов — колхоз «Меркула») Очемчирского района.
В 1947 году звено под его руководством собрало в среднем с каждого гектара по 72,38 центнеров кукурузы на площади 3 гектара. Указом Президиума Верховного Совета СССР от 21 февраля 1948 года удостоен звания Героя Социалистического Труда за «получение высоких урожаев кукурузы и пшеницы в 1947 году» с вручением ордена Ленина и золотой медали «Серп и Молот» (№ 704).
Этим же Указом званием Героя Социалистического Труда были награждены председатель колхоза Тарас Никифорович Кокоскерия, труженики колхоза бригадир Рамшух Пуманович Миквабия, звеньевые Леван Котатович Зарандия, Хухута Зосович Зарандия, Гиджи Иванович Миквабия и Эстат Самсонович Миквабия.
После выхода на пенсию проживал в родном селе Меркула Очемчирского района.
Умер в феврале 1963 года.